# 座敷童子的故事
《座敷童子的故事》，是宮澤賢治所作的童話作品。尾形龜之助主辦的雜誌『月曜』1926年（大正15年）2月號上刊載。賢治的少數生前發表的一個童話。

## 概述
「對我們來說，座敷童子的故事」，是以被4個座敷童子纏上的多個短篇小故事的形式來介紹。
- 在院子裡遊玩的2個孩子，聽到從家裡的座敷用掃帚打掃房間的聲音。可是回頭看看家裡並沒有任何人在家。
- 某個家庭吵著要玩「大道巡迴」這個用聲音接龍的方式遊玩的10個孩子們，不知道何時突然間增加第11人。但沒有一人有相同的臉，也沒有一人的臉是沒有看過的，既使算過多少次也還是11人。大人說「其中一人是座敷童子」，不過大家都說自己並不是座敷童子。
- 每年農曆8月會祭祀如來佛，本家會邀請分家的孩子回來，不過過幾天有一人患了麻疹，所籌備的計劃被迫延期。到了快9月時病才痊癒而被邀請，其他的孩子們事後把那個孩子叫到某個隱密的地方摩拳擦掌打算對他報復時，那個孩子的樣子卻很奇怪。其中一個孩子驚叫出「是座敷童子」，其他的孩子看到後都逃走了。
- 北上川的渡船的船長說的故事，在月夜時有個穿著正式和服的男孩子來搭船。長久以來他去要訪問在某地的某家，如果說家裡沒地方住而說要去別家的話。在那之後，說沒有讓小孩子住的這樣的家就會沒落，而說讓小孩子住的家就會一直有著好事到來。

## 故事的背景
東北地方從古自今都有座敷童子的故事流傳下來。柳田國男的「遠野物語」是提供題材的佐佐木喜善在1920年（大正9年）時發表了「奧州座敷童子故事」（玄文社）。事後考證賢治也有看過這個文章，因為作品開頭「對我們來說」這樣的話表示知道這一部分（此外，被認為這是在1922年左右所寫的初稿「潘南南南南・尼奈姆的傳記」（「葛斯柯布德里的傳記」的先驅作品）裡，也有「座敷童子」登場的場面。
佐佐木在1928年（昭和3年）時，把在寫的「座敷童子與御白神」剪下「座敷童子的故事」，並寄給賢治說要在雜誌上刊載的信。賢治回應了，說要在「月曜」上刊載，佐佐木他「根據花卷之人宮澤賢治先生的東西」這樣的但書引用之後，並在作品的一部分附上解說，1929年（昭和4年）時在雜誌「東北文化研究」裡發表了。因為這個交涉成了契機，讓賢治與佐佐木在晚年也很親密的交好。

## 影響
漫畫家萩尾望都，在看過本作品的「10個孩子不知道何時突然間變成11人」的故事得到靈感，而畫出SF漫畫『第11人！』。

## 外部連結
- （日語）『座敷童子的故事』：新字新假名 （页面存档备份，存于）（青空文庫）